# Опера (муниципалитет)
Опера (итал. Opera) — коммуна в Италии, в провинции Милан области Ломбардия.
Население составляет 13 744 человека (2008 г.), плотность населения составляет 1885 чел./км². Занимает площадь 7 км². Почтовый индекс — 20090. Телефонный код — 02.
Покровителями коммуны почитаются святые апостолы Пётр и Павел, празднование 29 июня.

## Демография
Динамика населения:

## Администрация коммуны
- Официальный сайт: http://www.comune.opera.mi.it Архивная копия от 18 февраля 2006 на Wayback Machine